# Смирнова, Дая Евгеньевна
Дая Евгеньевна Смирнова (28 ноября 1934, Киев — 29 марта 2012, Москва) — советская и русская актриса кино, журналист, киновед.

## Биография
Дая Смирнова родилась 28 ноября 1934 года в Киеве в рабочей семье: отец — механик, мать — штамповщица на заводе. По окончании средней школы поступила на актёрское отделение Всесоюзного государственного института кинематографии (масерская Сергея Герасимова, Тамары Макаровой). Среди её сокурсников были Людмила Гурченко, Зинаида Кириенко, Наталья Фатеева, Валентина Пугачёва. Дебютировала в кино на первом курсе в дилогии об Иване Бровкине (1955). Роль Любаши стала её визитной карточкой. Позже перевелась на сценарный факультет в мастерскую Евгения Габриловича.
В октябре 1958 году участвовала в капустнике с пародиями на историко-революционные фильмы, который студенты-сценаристы спонтанно устроили на вечеринке в доме у Натальи Вайсфельд. На следующий день о капустнике узнало руководство ВГИКа. Шестеро виновников скандала, в том числе и Дая Смирнова, были исключены из комсомола и отчислены из института. Когда страсти улеглись, её восстановили на заочном отделении сценарного факультета (мастерская Алексея Каплера). В октябре 1964 года она защитилась сценарием игрового фильма «Снежная фантазия».
До 1978 года работала по договорам. В какой-то момент из-за своей невостребованности разочаровалась в профессии и решила уйти из кино. В 1978—1989 годах работала дежурной и бригадиром сторожевой бригады отдела вневедомственной охраны при УВД Киевского райисполкома города Москвы. Вернулась в кинематограф во время перестройки. В качестве киноведа и журналиста публиковалась в журналах «Искусство кино», «Экран», в газетах «Культура», «Экран и сцена», работала на телевидении. С 2007 года снималась в телесериалах.
Скончалась 29 марта 2012 года, урна с прахом захоронена в колумбарии участка 1С на Введенском кладбище в Москве.

## Семья
Была замужем, есть сын

## Фильмография
1. 1955 — Солдат Иван Бровкин — Любаша
2. 1958 — Годы молодые — Леся (нет в титрах)
3. 1958 — Девушка с гитарой — Катя, подруга Тани
4. 1958 — Иван Бровкин на целине — Любаша
5. 1958 — Киевлянка (2 серии) — Ксана, дочь Якова
6. 1959 — Если любишь… — Марина
7. 1959 — Катя-Катюша — Зина
8. 1959 — Черноморочка — Одарка
9. 1962 — Конец света — «матушка», супруга отца Михаила
10. 1962 — Цветок на камне — эпизод (нет в титрах)
11. 1964 — Зелёный огонёк — продавец в цветочном магазине
12. 1964 — Добро пожаловать, или Посторонним вход воспрещён — нянечка
13. 1967 — Зареченские женихи (короткометражный) — Полина, сестра Мишки
14. 1970 — Свистать всех наверх! — тётя Клава
15. 1972 — Огоньки
16. 1976 — Обелиск — эпизод
17. 2008 — Принцесса цирка — вахтёрша
18. 2008 — Сезон туманов
19. 2008 — След
20. 2009 — Люди Шпака — Валентина Петровна
21. 2009 — Иван Грозный — эпизод
22. 2009 — Паутина-3 — Нина Марковна Тарасевич, соседка Бартенёва, мать Марии
23. 2010 — Адвокатессы — Марья Сергеевна, соседка Алашеевых
24. 2010 — Интерны — Наталья Николаевна Пыжова, старушка с больным сердцем (в титрах — Дарья Смирнова)
25. 2010 — Невидимки
26. 2010 — Сказка 3: Встреча
27. 2012 — Тариф на спасение — пожилая женщина
28. 2012 — Топтуны — эпизод
29. 2012 — Без срока давности (15-я серия «Письма из прошлого») — Галина Феликсовна Чувашева